# Elisabeta Isanos
Elisabeta Isanos (nume la naștere Elisabeta Camilar; n. 8 iulie 1941, București – d. 11 ianuarie 2018) a fost o scriitoare română.

## Biografie
Elisabeta Isanos s-a născut în București, fiind fiica Magdei Isanos-Camilar și a lui Eusebiu Camilar. La vremea aceea, mama sa, Magda Isanos, de profesie avocat, era șomeră, iar tatăl, Eusebiu Camilar mobilizat, cu grad de caporal, la un regiment de infanterie, pe frontul de est.
În anul următor, Magda Isanos s-a îmbolnăvit de inimă, în urma unui reumatism articular, iar Elisabeta a fost lăsată în grija bunicilor, medicii Mihai și Eliza Isanos. După moartea mamei, a crescut în casa bunicilor, în atmosfera postumității materne. În anul 1944 Magda Isanos, se stinge din viață, la numai 28 de ani. Opera ei poetică, desăvârșită în ciuda scurtului răstimp, le lăsase celor apropiați, și nu numai lor, impresia unei opere neîncheiate, care, cu anii, s-ar fi putut rotunji.
Crescută în această atmosferă și cu naivitatea vârstei, fiica s-a decis să-și adauge la numele civil, al tatălui său, pe acela al mamei, semnând la debutul revuistic, în revista „Iașul literar” din 1964, Elisabeta Isanos-Camilar, pseudonim la care a renunțat după scurt timp și a rămas la acela de Elisabeta Isanos, păstrat în amintirea mamei sale.
Elisabeta Isanos a fost profesoară de limba franceză și română la liceul economic „Nicolae Krețulescu” din București, și nu a încetat în tot acest timp să scrie.
A fost căsătorită cu inginerul Gabriel Goian, având un fiu și doi nepoți.

## Studii
A făcut studiile liceale la Liceul de Fete nr.16 din București, și pe cele superioare la Universitatea din București, Facultatea de filologie, secția limba și literatura franceză, cu specialitate secundară în limba și literatura română, obținând diploma în 1965. În același an, după o vizită făcută în luna mai, în Germania de Est, la Weimar, Eusebiu Camilar a murit la 27 august, în urma unui cancer hepatic, de origine incertă și suspectă.

## Activitatea literară
A debutat cu un grupaj de versuri în „Iașul literar” în 1964, prima ei carte fiind  placheta de versuri „Orașe nostalgice”, apărut în 1969. De-a lungul timpului, a publicat poezii, proze scurte, eseuri, traduceri în diverse reviste și gazete literare, cum ar fi: „Iașul literar”, „Ateneu”, „Sinteze” (suplimentul literar al ziarului  județean din Bacău), „Luceafărul”, „Orizont”, „Tribuna”, „Ramuri”, „Convorbiri literare”, „Dacia literară”, „Bucovina literară”, „Crai nou” (ziarul județean din Suceava), „Ziarul de duminică” (suplimentul literar al „Ziarului financiar”) etc.A participat (cu traducerea în franceză a unor poeme) la CD-urile:
- Les cinq Épîtres de Mihai Eminescu”, récitées par Radu Prince de Hohenzollern-Veringen, Fondation Culturelle Roumaine-Electrecord;
- Mihai Eminescu, viața și opera poetului, plurilingv (cu traducerea în franceză a unor poeme), Libra Cultural Fondation, 2000.

## Opera
- Orașe nostalgice, poezii, Editura pentru literatură, București, 1969
- Versuri, Ed. Junimea, Iași, 1980
- Grădina de iarnă, poezii, Ed. Eminescu, București, 1987
- Necuprinsele, poezii, București, 1999
- Pașaport pentru Orașul de Sus, proză, București, 1999
- Doctorul de pe comoară, proză, București, 1999
- Cântecul Soarelui, poem, București, 2001
- În căutarea Magdei Isanos, eseu biografic, Editura Fundației PRO, București, 2003
- Drumul spre Ombria, proză, Editura Augusta/Artpress, Timișoara, 2004
- Cosânzenii, roman biografic, Editura Augusta/Artpress, Timișoara, 2005
- Amur, roman, Editura Augusta/Artpress, Timișoara, 2006
- Ai clipa doar..., 180 de catrene de Omar Khayyam, echivalențe românești, Editura Lucman, București, 2007
- În București, fără adresă, eseu, Editura Vremea, București, 2008
- Duminică devreme, poezii, volum în ediție electronică, însoțit de versiunea sonoră în lectura autoarei, Editura on-line a site-ului www.isanos.ro
- Poarta de Vest, roman, Editura Lucman, București, 2010
- Reveriile unei plimbărețe, roman, ePublishers, 2017

## Povestiri și versuri în  antologii (în limba română și franceză)
- La Maison dans la Vallée, povestire, în Antologia „Contes et Nouvelles francophones”, Éditions Échanges Internationaux, Paris, 1995;
- Parfumuri, grupaj de poeme (bilingv), în Antologia Festivalului Internațional „Nopțile de poezie de la Curtea de Argeș”, „Poesys 10. Excelsior”, 2007.
- Înjurătura, sonet, în antologia „Autografe pentru Bucovina literară”, Editura Mușatinii, Suceava, 2009;
- Duminică devreme, grupaj de poezii apărut în revista Orizont literar contemporan, II, nr.6 (11), iulie 2009;
- Crăciun, Muțenie, sonete apărute în revista Poezia, XIV, nr.4(50), iarnă 2009;
- Cinci sonete, trei în limba română și două în limba franceză, în „Antologia sonetului românesc”, vol. 2  și 3, Editura Muzeul Literaturii Române, București, 2009.

## Traduceri din limba română în limba franceză apărute în volum
- Mihai Eminescu, „Poezii/Poésies”, Editura Libra, 1993;
- Mihai Eminescu, „Poezii/Poésies”, Editura Libra, 1994;
- Magda Isanos, „Poezii/Poésies”, Editura Libra, 1996
- Carolina Ilica, „Din foc și din gheață/De feu et de glace”, Ars Multimedia/Academia Internațională Orient-Occident, Bucarest/Metz, 2006;
- Carolina Ilica, „Plângând de frumusețe/Beauté qui fait gémir” (Cartea de lână), lansată la ediția 2007 a Festivalului Internațional „Nopțile de poezie de la Curtea de Argeș”.

## Traduceri apărute în antologii
- Elena Văcărescu, poezii, în „Scrieri alese, Editura Minerva, București, 1975;
- Elena Văcărescu, poezii, în volumul „Țara mea”, Editura Minerva, București, 1977;
- Mihai Eminescu, „Rugăciunea unui dac”/La Prière d’un Dace”, în „La Langue Française au risque des cultures. Actes du Congrès”, Éditions Échanges Internationaux, Paris, 1995;
- Mihai Eminescu, „Freamăt de codru”/”Friselis du bois”, în „La Forêt. Anthologie poétique”, Éditions Du Chêne, Paris, 1997;
- Mihai Eminescu, poezii, în „Poeme alese/Poèmes choisis”, Editura Grai și Suflet-Cultura națională, București, 1999;
- Mihai Eminescu, „La steaua”/”Vers l’Étoile”, două versiuni, în antologia „La steaua, în limbile lumii”, Kiev, Editura Svit, 2000;
- Mihai Eminescu, „Venere și Madonă/Vénus et Madone”, în Antologia Festivalului Internațional „Nopțile de poezie de la Curtea de Argeș”, Editura Academiei Internaționale Orient-Occident, 2005.[2]

## Premii și Distincții
- Premiul pentru traducere, la Salonul Național de Carte și Publicație Culturală, Cluj, mai 1994, pentru volumul „Mihai Eminescu, Poezii/Poésies”, editura Libra, 1994;
- Premiul Primăriei Cluj-Napoca, la Salonul Național de Carte ediția a VI-a, mai 1996, pentru traducerea „Magda Isanos, Poezii/Poésies”, editura Libra, 1996 ;
- Diplomă la Salonul Național de Carte pentru Copii și Tineret, ediția a XI-a, Chișinău, aprilie 2007, pentru romanul „Amur”, editura Augusta/Artpress, Timișoara, 2006.
- Membră a Uniunii Scriitorilor din România
- Cetățean de onoare al comunei sucevene Udești, locul natal al tatălui, scriitorul Eusebiu Camilar. În această comună se află casa memorială „Eusebiu Camilar”, înființată de Muzeul județean Suceava, în urma unei donații. Aici are loc în fiecare an Festivalul-concurs „Eusebiu Camilar-Magda Isanos”, destinat descoperirii și încurajării tinerelor talente.

## Opinii critice
Și-au exprimat opiniile despre poezia, despre proza ori despre traducerile autoarei, de-a lungul timpului:
Zoe Dumitrescu-Bușulenga, Constantin Călin, Dimitrie Vatamaniuc, Petru Creția, Lucia Olaru-Nenati, Liviu Grăsoiu, Adrian Dinu Rachieru, C. Trandafir, Vlad Sorianu, Victoria Dragu-Dimitriu, Ștefan Dimitriu, Doina Cernica, Mihail Iordache, Emil Nicolae, Niadi Cernica, Rodica Mureșan, Adela Greceanu, Doina Mandaj ș.a.
În „Dicționarul general al literaturii române”, Dorina Grăsoiu scrie următoarele:
„Remarcabilă poetă și prozatoare, având, paradoxal, neșansa de a fi fost unica fiică a unor cunoscuți scriitori, [E.]I. s-a impus târziu în peisajul literar contemporan. Deși numele său a fost alăturat de al câtorva dintre cele mai prestigioase poete (Ana Blandiana, Constanța Buzea, Ileana Mălăncioiu), deși pentru mulți comentatori proza semnată de ea a constituit o adevărată revelație, totuși faima părinților a frânat, în loc să faciliteze, valorizarea creației sale la adevărații parametri. În plus, o modestie ieșită din comun, o discreție rar întâlnită în breasla scriitoricească au făcut să se vorbească puțin (uneori chiar deloc) despre unele dintre cărțile sale.”
LUCIA OLARU NENATI, despre romanul „AMUR”:
„Parcurgând o bibliografie demnă de o lucrare de doctorat (aflată la sfârșitul cărții ca în cazul acelor lucrări), autoarea scrie un roman pentru că literatura este totuși forma cea mai pertinentă de a transmite un mesaj la modul personalizat și pentru că acesta este harul său definitoriu, cel beletristic. /.../Tratând despre calvarul basarabenilor izvorât și din decretul lui Stalin prin care s-a statuat că toți cei aflați în acel fatidic  28 iunie in Basarabia sunt cetățeni sovietici obligați să se repatrieze (ceea ce a provocat o  uriașă framântare a refugiaților în România!), cartea/.../este  așadar și o lucrare de ordin documentar  și istoric ce tratează această  foarte delicată și tulbure problemă  și reușește - din păcate, niciodată destul! - să comunice absurditatea existenței  oamenilor  acelei părți din neamul românesc, cruzimea, varietatea, intensitatea și mizeria modului de a-i  face să sufere  doar pentru ca proveneau dintr-o anumită zonă geografică. Ridicările nocturne, sucesiunea schimbărilor administrative cu efect dezastruos, culpabilizarea locuitorilor, închisorile, călătoriile cu trenurile groazei către inumana Siberie, chinurile suferite acolo, așadar transformarea oamenilor din ființe umane în viețuitoare bune doar pentru a fi chinuite, adică pentru a satisface instictele bestiale ale puternicilor momentului (cineva chiar spune în carte: “nu munca voastră ne trebuie, vă vrem  chinul!), toate comunică mult mai mult decât o poveste, decât un story literar. Aceste lucruri ridică azi, în vremea ce se vrea a păcii, democrației, înțelegerii și armoniei universale, problema modului cum a fost și cum poate fi, în genere, posibilă și permisă degradarea oamenilor de către oameni. E un protest uriaș contra acestei ieftiniri incredibile și inacceptabile a vieții omenești pentru pedepsirea căreia nu s-a organizat încă nici un tribunal a la Nürnberg sau aiurea și nu se cutremură lumea de oroare așa cum s-ar cuveni spre a nu mai fi posibilă vreodată.  Cartea mai are un mare merit: acela de-a contribui la adăugarea suferințelor colective din trecutul  românilor pe lista acelor neamuri ce au dreptul la recunoaștere morală din partea lumii. Aici se cuvine reamintită existența unei disporporții: aceea dintre grăbita recunoaștere a națiunii noastre ca producătoare de suferințe altor națiuni, câtă vreme  suferințele reale, monstruoase și extinse pe scară largă ale bucovinenilor și basarabenilor, de pildă, pentru care nici până acum nu s-a făcut măcar o reparație simbolică, nu sunt nici pe departe cunoscute și luate în considerare într-o asemenea cumpănă a dreptății internaționale.
Jurnalul adăugat la sfârșitul cărții conținând însemnările intime ale femeii care l-a iubit mereu nemărturisit pe eroul principal, oarecum misterios, e un poem erotic în proză, o Cântare a cântarilor din vremurile vitrege ale istoriei basarabene care adâncește sentimentul de tensiune psihologică stârnit de carte prin eșecul deplin al vieții sentimentale a personajului, viață care, dacă împrejurările ar fi fost altfel, ar fi fost și ea frumoasă sau măcar acceptabilă, normală. Așa, înrămată în cadrele unor împrejurări frustrante istoric, politic, social, geografic, imaginarul atinge niveluri și intensități dramatice sau poematice, în contraponderea realului netrăit. Este, de fapt, și ilustrarea acelui  ”jurnal al fericirii”, cum atât de inspirat și expresiv a numit N.Steinhardt (și el evocat, fie și aluziv, în carte ca, de altfel, și un alt ascet luminat, Vasile Voiculescu) dimensiunea spiritual-sufletească ce crește compensatoriu în recluziunea închisorilor, acea libertate ultimă, de-o nesfârșire a imaginarului fără egal.
În paginile cărții sar în calea cititorului acele așa numite “adevăruri-surpriză”, sintagmă formulată cândva astfel în mod inspirat de către Edgar Papu și  care mi se pare a fi cea mai sintetică definiție a semnelor literarității, surclasând categoria acelor indici teoretici de care se servesc cu voluptate cei ce fac din literatură un pretext pentru a-și etala didactic sterila erudiție teoretică. Să prelevăm câteva mostre. “Bătălia se dădea împotriva minții, în toate formele ei: erudiție, talent, creație. Cu alte cuvinte, teroarea continua cu războiul împotriva gândurilor.” ; ”Să devină simple lucruri, dezbrăcate de puterile supranaturale este pentru simboluri suprema pedeapsă.” ; “Bărăgan - Siberia valahă” ,”Să te faci de bună voie ridicol pentru ceilalți e o formă de viețuire în sânul unui grup”; “ne atingem prin intermediul umbrei, bună conducătoare de dragoste” ; ”mă plictisisem de tine. Erai veșted.” ș.a.
  
În totul, Amur este o carte remarcabilă și de mare conștiintă, nu numai de rafinament artistic si literar, ce ar merita să fie cunoscută și de tineretul actual care nu mai știe nimic din ce a fost odinioară și care, adesea, aflat în țară sau în afara ei, ridiculizează și ironizează orice urmă de conținut ideatic referitor la trecutul și valorile naționale, considerând a fi de bon ton (acestuia i se spune acum «cool» !) manifestarea unei superiorităti elitiste față de asemenea teme « răsuflate », « expirate » . Curajul acestei autoare cu blazon estetic rafinat de a aborda această temă și virtuozitatea cu care o face demonstrează ceea ce e aproape un truism: că în acest nucleu tematic și faptic zace miezul unor creații artistice demne de Oscar sau de Nobel, cu condiția de-a se găsi persoanele capabile să-l pătrundă și să-l strunească. Elisabeta Isanos face un pas mare prin Amur-ul ei în această direcție.” 
(cronică apărută în revista AGERO-STTUTGART, cu titlul „Gânduri pe marginea cărților”, fragment)
Criticul CONSTANTIN CĂLIN despre romanul „AMUR” (editura Augusta-ARTPRES, Timișoara, 2006):
„Scriitoare multilaterală (poetă, prozatoare, traducătoare), d-na Elisabeta Isanos face parte dintre autorii care își pășesc pe propriile lor urme din nevoia de a aprofunda și consolida ceea ce au mai spus o dată sau de mai multe ori. Procedează aidoma biografilor stăpâni pe știința distribuirii materialului relativ la oamenii pe care intenționează să-i evoce. In cazul său, aceștia sunt bunicul, Mihai Isanos ("Doctorul de pe comoară", 1999), mama, Magda Isanos ("In căutarea Magdei Isanos", 2003), tatăl, Eusebiu Camilar ("Cosânzenii", 2005), un apropiat al familiei, Ț., în "Amur" (Ed. Augusta, 2007). Cărțile citate, însumând peste 1500 de pagini, au numeroase puncte comune, se interferează și se susțin între ele. Impreună, constituie un veritabil ciclu epic, care acoperă întreaga istorie a secolului XX. Ultima, "Amur", este o carte despre frică și ratare, consecințe ale condiției de basarabean, mai rea în unele momente decât cea de evreu. "Vapoarele - reflectează, deznădăjduit, Ț., personajul central al narațiunii, al cărui prototip a fost doctorul Gheorghe Țepelus - cărau evrei spre Palestina, el n-avea unde să se ducă. Unde era Palestina lui? Avea el vreo Palestină?". Fără țară, fără trecut, fără identitate (pentru a se salva, o schimbase cu una falsă), Ț. își ratează și cariera, și dragostea, și paternitatea. Născut în anii primului război mondial, el supraviețuiește și celui de-al doilea, însă supraviețuirea n-a însemnat o viață mai sigură, ci una amenințată, agonică.
"Amur" este o carte tristă, dar cu multe frumuseți literare. Poveste a unor destine nefericite și compendiu de istorie tragică, ea e o "summa" ca informație și ca procedee de evocare. Sunt, în paginile ei, lucruri care uimesc, terifice, și lucruri care farmecă, "poetice" - precum unele parabole, etimologii și curiozități: geografice, entomologice, anatomice. Doamna Elisabeta Isanos a valorificat aci un material imens: pe lângă discuțiile cu victimele, a pioșat pe aproape tot ceea ce se putea citi pe tema aleasă, volume și colecții de ziare (surprinzător, lipsește "În preajma Revoluției", de Constantin Stere). In ciuda conținutului teribil, "Amur" e scrisă cu calm, reflectat, cu maximă grijă pentru amănunte. Textul său "curge" somptuos, uneori meandric, lent, alteori drept, impetuos, sacadat. Deasupra lui plutește mereu o undă de poezie bună și, din când în când, una de umor subțire. Ca naratoare, d-na Isanos e un model de stăpânire de sine: expune, explică, nu compune rechizitorii. Subtil, îndeamnă însă la veghe, astfel ca lucrurile considerate ireversibile să nu mai revină totuși vreodată.”
(fragment din cronica publicată în „Ziarul de Bacău”, 1 VI 2007)
ETIMOLOGIA NUMELUI
După cum arată Elisabeta Isanos în romanul „Cosânzenii”, etimologia numelui „Isanos” i s-a limpezit prin contribuția unor elemente din domenii foarte diferite: o poveste auzită în familie și o călătorie proprie, imaginară, întreprinsă cu ajutorul unui ghid vechi¹, în insula Samos, obârșia ramurii grecești a familiei din care se trage bunicul matern al scriitoarei. Povestea se referă la grecizarea de circumstanță a celui care a purtat cel dintâi numele „Isanos”, Iosif Șanta, de meserie mecanic agricol pe diverse moșii din raza orașului Galați. Se spune că înainte de a se căsători cu Hrisopia Papadopol, i s-a pretins să-și schimbe numele, pentru a fi în ton cu ceea ce se considera pe atunci a fi „lumea bună”, cu toate că familia de negustori a logodnicei era  de-acum scăpătată: „ștaiful” îi rămăsese intact. După o altă versiune, primul își schimbase numele nu Iosif, ci fratele lui mai mare, Mihai, petrecăreț și boem, în total contrast cu harnicul și liniștitul mezin. Argumentul prin care unul sau altul din frați fusese convins era făgăduința că prin schimbarea de nume va ajunge „egalul celor mai sus plasați”, „egal cu cei de sus”. Bineînțeles, în acord cu mentalitatea vremii și a locului, Galațiul cuprinzând pe atunci o importantă comunitate elenă, acești superiori erau grecii.
Călătoria imaginară a autoarei către insula Samos s-a călăuzit după un vechi ghid, anume pentru a cunoaște insula așa cum era în vremuri vecine cu cele în care s-a produs exodul primilor neguțători Papadopol. Astăzi configurația locurilor este cu totul alta, deci pentru autoare a fost nu numai un voiaj în spațiu ci și o întoarcere în timp, pe vremea când portul Vathy de pe această insulă era format din două orașe: „Vathy ano”, situat in susul coastei muntoase, și „Vathy kato”: „Vathy de sus” și „Vathy de jos”. „Is-ano”, compus din două adverbe, „isa” (în mod egal) și „ano” (sus), ar însemna, așadar, la fel cum spune și povestea de familie, „la același nivel cu ceea ce este sus”. Ipoteza este confirmată de forma în care apare numele inițial,  în actul eliberat de primarul urbei Galați, la 3 octombrie 1885, când Iosif Șanta, ascunzându-și numele de familie adevărat, solicita eliberarea unui ”Actu de dovedire ce ține locul de act de naștere”, de care avea nevoie în vederea căsătoriei. Martorii, patru femei și un bărbat, au declarat că-l știau bine pe solicitant, și s-au arătat „în stare și dispuși a împlini prin declarațiunile lor” lipsa actului său de naștere. Conform declarației lor, Iosif era născut în Galați, în anul 1854, ziua nu și-o mai aminteau „din cauză că pe timpul arătat nu se ținea cu exactitate registrele matriculare.” În dovada eliberată atunci de primărie, bărbatul apare drept Iosif Isano, de profesie mecanic, „fiu al D-lui Ioan Isano și al D-nei Carolina Isano, ambii defuncți.”
În completarea episodului, autoarea își amintește epilogul auzit în copilărie de la urmașul direct al lui Iosif, bunicul ei, dr. Mihai Isanos. Acesta văzuse pe când era copil actele autentice, în latinește, ale părintelui său, ascunse într-o lădiță de scule. La scurt timp, hârtiile doveditoare au fost arse la îndemnul Hrisopiei: era periculos să deții două identități. Astfel, orice legătură a lui Iosif Șanta cu neamul lui a fost distrusă. Mai mult: după cum se poate vedea din Actul citat mai sus, și numele părinților lui, Ioan și Carolina, fuseseră de asemenea grecizate, pentru a concorda cu „pseudonimul” fiului. Fără mărturia orală a bunicului autoarei, această istorie ar fi rămas definitiv îngropată. Iată cum istorisirile de familie, actele păstrate, cercetarea pot conlucra nu numai la clarificarea sensului cuprins într-un nume, ci și la cunoașterea avatarurilor unei familii. „Isanos” are, într-adevăr, prin sensul astfel dobândit, calitățile unui pseudonim „avant la lettre”: dacă  etimologia propusă este corectă, devine echivalentul latinescului „Excelsior”.
¹Joanne et Ysambert, „Itinéraire de l’Orient” (Collection des guides Joanne), Paris, Librairie de L. Hachette et Cie, 1861
²Actu de dovedire ce ține locul de act de naștere, Proces verbal no. 1014/1885 octombrie 5